# Téoz
Corail Téoz, puis Téoz, était un service voyageurs de la Société nationale des chemins de fer français (SNCF), entre 2003 et 2012, utilisant des rames Corail aptes à 200 km/h redécorées, réaménagées et modernisées, sur les grandes lignes commerciales du réseau intérieur français non desservies par TGV. Ce nom désignait aussi la société filiale de la SNCF gérant le service.
Ces trains faisaient partie des Trains d’Équilibre du Territoire depuis la signature le 13 décembre 2010 d’une convention entre l’État et la SNCF.
Le 4 janvier 2012, la SNCF annonce la disparition de la marque Téoz et le regroupement des trains Téoz, Lunéa, Corail et Intercités sous l’appellation unique « Intercités ».

## Histoire

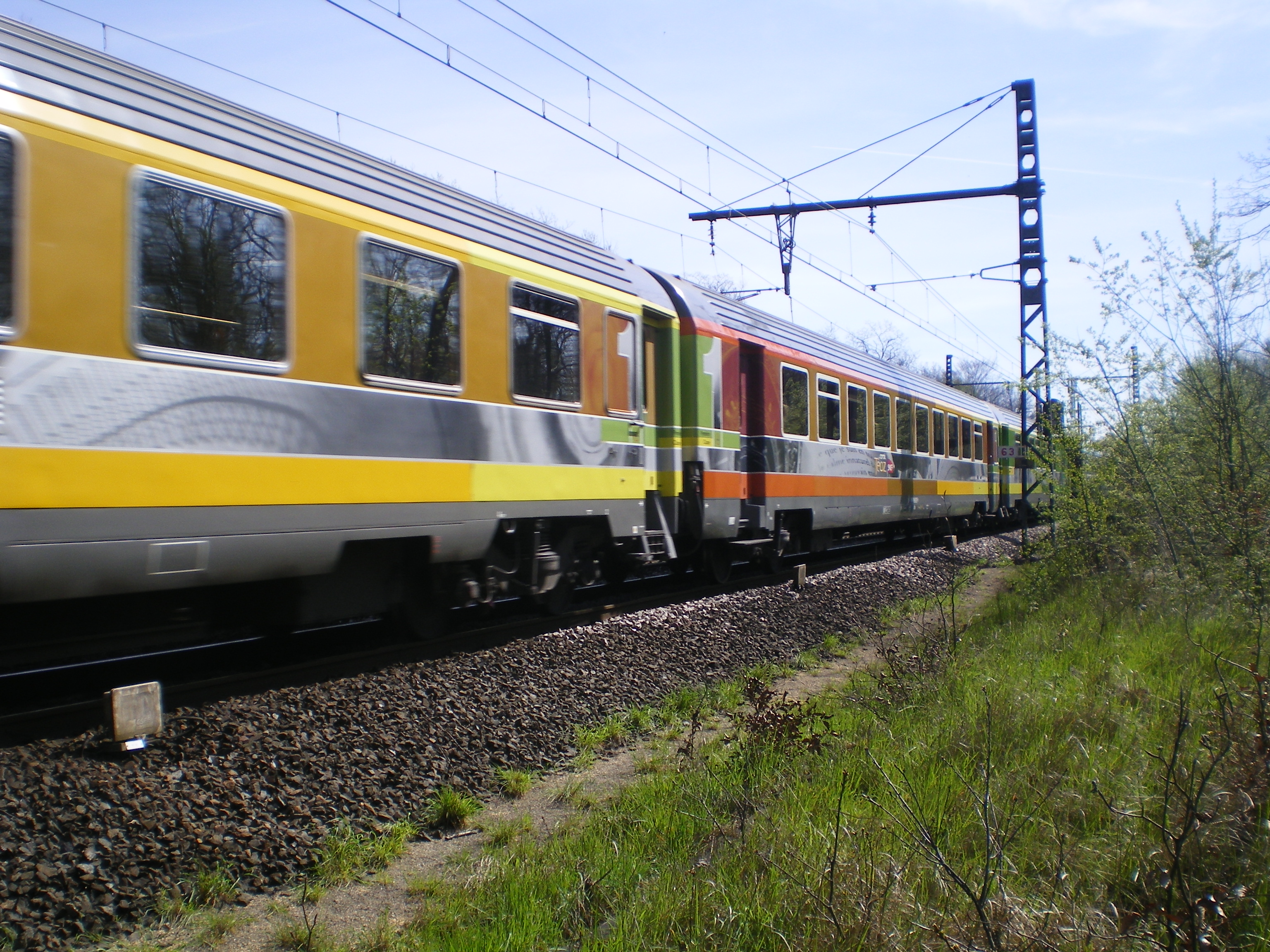
Passage d'un Corail Téoz près de Thomery (2008)

La marque Téoz (ex Corail Téoz), fut créée par la SNCF afin de permettre à certains voyageurs des axes de grandes lignes classiques de pouvoir bénéficier d'un service ferroviaire « haut de gamme », par rapport au Corail classique assuré par des voitures Corail « Plus », mais cependant plus cher. Pour cela la SNCF a réquisitionné toutes les voitures Corail restantes non rénovées en livrée Corail plus, afin de créer une nouvelle livrée et de nouveaux aménagements intérieurs pour la marque.  
Le programme de rénovation, qui s’est déroulé de 2003 à 2006, a concerné au total 430 voitures pour un coût de 140 millions d’euros. La transformation des voitures Corail quasi complète, à partir des chaudrons complètement déshabillés, a été assurée par les ateliers SNCF de :
- Hellemmes (Nord-Pas-de-Calais) ;
- Romilly (Champagne-Ardenne) ;
- Établissement de maintenance du matériel de Bordeaux (pour le démantèlement des anciennes voitures bar) ;
- Périgueux (Aquitaine) ;
- Ateliers de Construction du Centre (A.C.C.) qui est une entreprise privée de Clermont-Ferrand spécialisée dans le domaine ferroviaire.

Les études de design de rénovation  des voitures Corail dessinées à l’origine par Roger Tallon en 1975, ont été confiées après concours à l'agence MBD Design. Les nouveaux Corail affirmaient le nouveau souffle de modernité que la SNCF voulait donner à ses trains. Le projet de MBD Design redonnait une part d'intimité contemporaine à l'environnement voyageur. L'organisation, les services, les fonctions, pensées en termes d'attention et de prévenance améliorent la qualité de l'environnement. Les harmonies couleurs sont construites autour de deux camaïeux de tons naturels, quant aux matériaux, le naturel prévaut : jersey de coton, laine, cuir, bois, verre.
Les études techniques ont été totalement réalisées par une société privée espagnole TEMOINSA, ainsi que la confection des pièces constitutives des dossiers.
Les voitures Téoz ont été présentées pour la première fois au grand public en mai-juin 2003 à l’occasion de la manifestation « Train Capitale » qui s'est tenue sur les Champs-Élysées à Paris. Elles ont même circulé sur une voie ferrée posée « sur les Champs » dans la journée du 1er juin 2003.
La première mise en service commerciale des rames Téoz a débuté le 1er septembre 2003, sur la relation Paris - Nevers - Clermont-Ferrand. Elles ont ensuite circulé sur les lignes Paris - Nancy - Strasbourg, Paris - Limoges - Toulouse (le 15 novembre 2004), avec un service quotidien Paris - Toulouse - Cerbère, et Bordeaux - Toulouse - Marseille - Nice (le 5 septembre 2005). Depuis avril 2006, cette dernière est assurée à 100 % par Téoz.
En juin 2007, les rames Téoz ont quitté la ligne commerciale Paris - Nancy - Strasbourg, en raison de la mise en service commerciale du TGV Est. Ces rames seront alors utilisées sur les lignes commerciales Paris - Nevers - Clermont-Ferrand et Paris - Limoges - Toulouse. Depuis décembre 2007, les lignes Paris - Limoges - Toulouse et Paris - Nevers - Clermont-Ferrand sont assurées à 100 % par Téoz, ce qui a pour conséquence la suppression d'arrêts jugés peu fréquentés et la mise en correspondance des trains Corail au sud de Clermont-Ferrand : le Cévenol et l’Aubrac.
Le 21 mai 2010, a été créée la marque Téoz Éco.
Le 2 janvier 2012, la marque Téoz a été remplacée par Intercités.

## Matériel
Une rame Téoz forme un ensemble indissociable de sept voitures :
- 2 voitures de première classe, l'une est de type à couloir central (A8tu), l'autre mixte compartiments/couloir central avec petit salon (A5t2u). Les fauteuils sont revêtus de cuir et dotés d'appuie-tête réglables ;
- 1 voiture Services B3Su placée au centre de la rame, dotée de compartiments ;
- 4 voitures de seconde classe à couloir central (trois B9tu et une B7tu) (en 2017, les rames Intercités anciennement Téoz de la ligne Paris – Clermont-Ferrand sont composés de 4 voitures B9tu et non de trois B9tu et une B7tu). Les sièges de deuxième classe sont revêtus de tissu bleu.

Elle offre une capacité de 401 places assises (plus 4 strapontins) et peut être jumelée si nécessaire pour former des trains de 14 voitures proposant 802 places. Dotées d’un espace famille, d’un espace vélo et d’un service de restauration ambulante d’un nouveau type (coffrets-gourmets proposés à la place), les rames Téoz offrent un confort plus raffiné que les voitures Corail. Ce matériel est homologué pour une circulation à des vitesses allant jusqu’à 200 km/h.

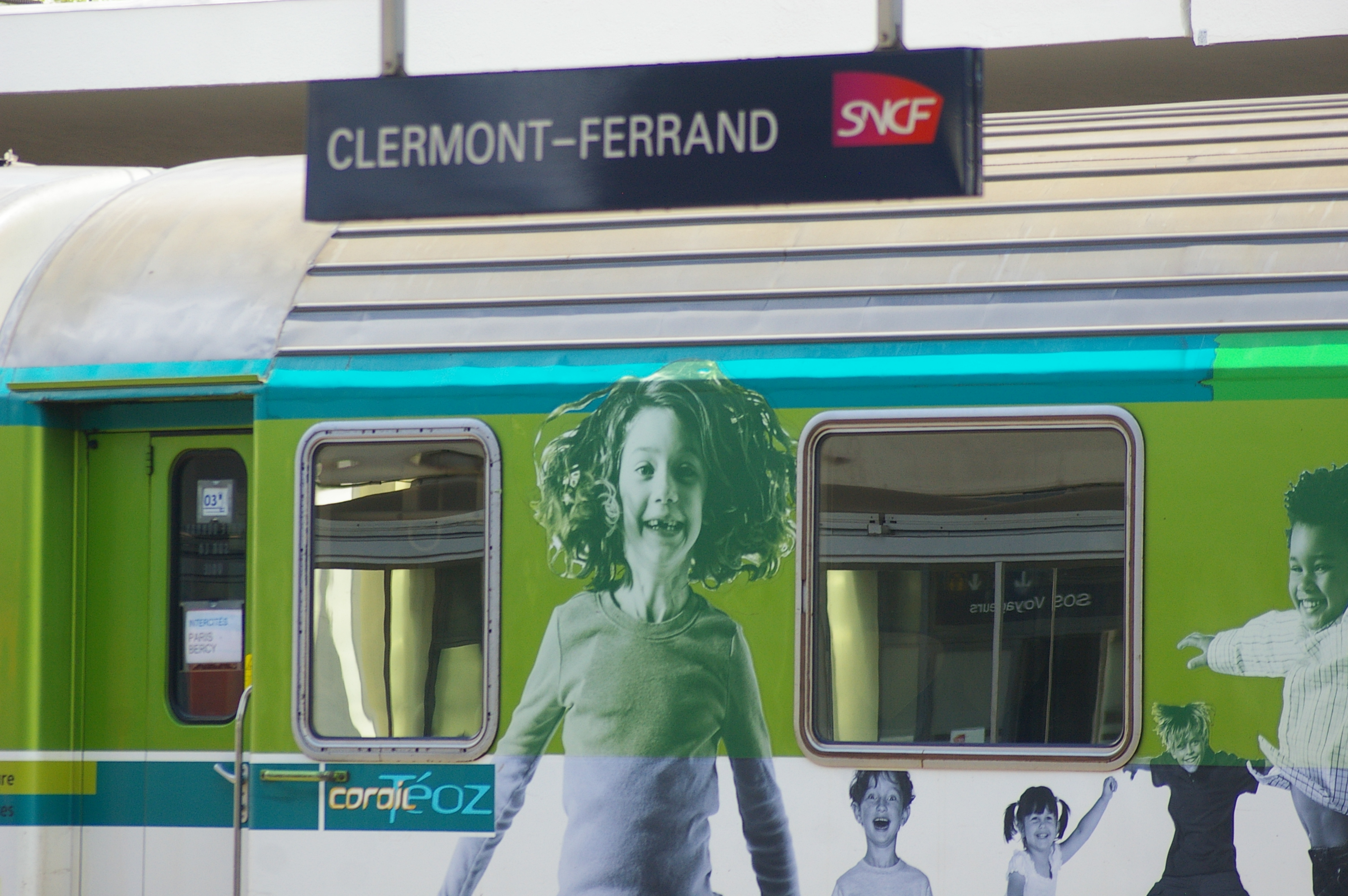
Décoration d'une voiture de Rame Téoz en gare de Clermont-Ferrand.

## Réseau et gares desservies
Le service Téoz desservait quarante gares via trois grandes lignes commerciales :

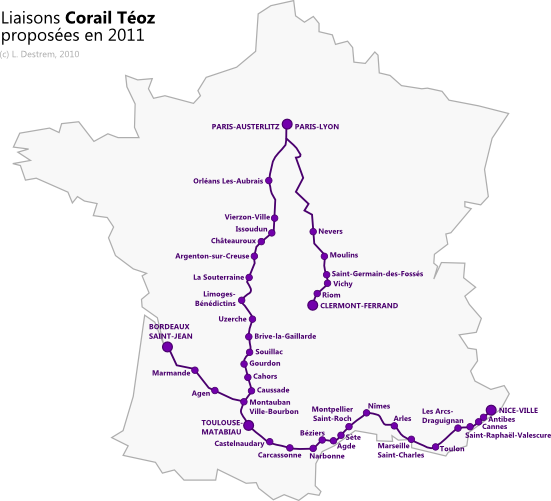
Carte des liaisons

- ligne[3] : Paris-Bercy - Nevers - Moulins - Clermont-Ferrand ;
- ligne[3] : Paris-Austerlitz - Limoges-Bénédictins - Toulouse-Matabiau - (Cerbère) ;
- ligne[3] : Bordeaux-Saint-Jean - Toulouse-Matabiau - Marseille-Saint-Charles - Nice-Ville.

## Téoz Éco
Les Téoz Éco (depuis début 2012 sous le nom de Intercités 100 % Éco) étaient les trains de nuit du réseau français SNCF qui circulaient le jour (1 aller-retour entre Paris-Austerlitz et Toulouse-Matabiau).

## Galerie

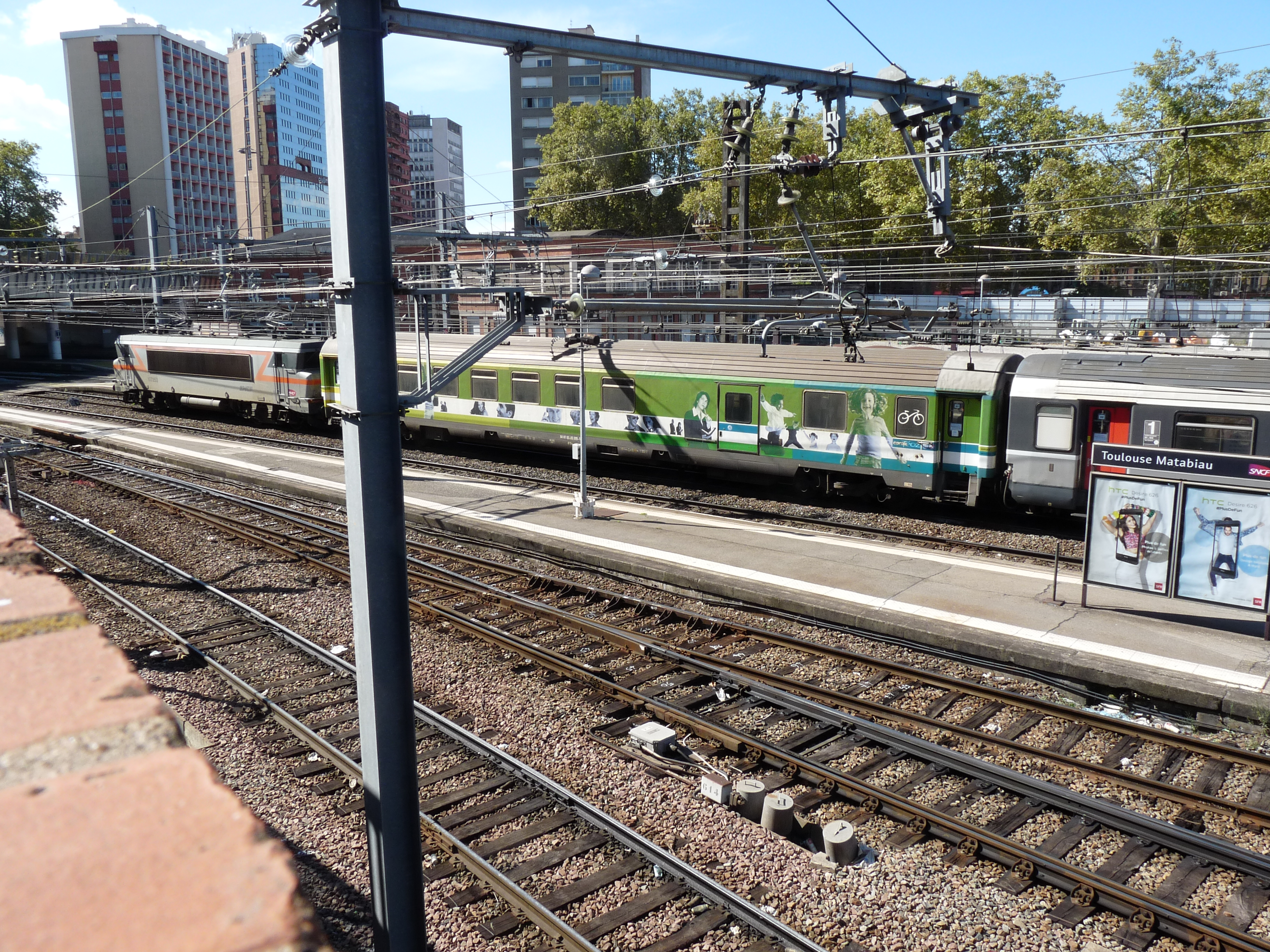
Voiture Services B3Su en gare de Toulouse-Matabiau.
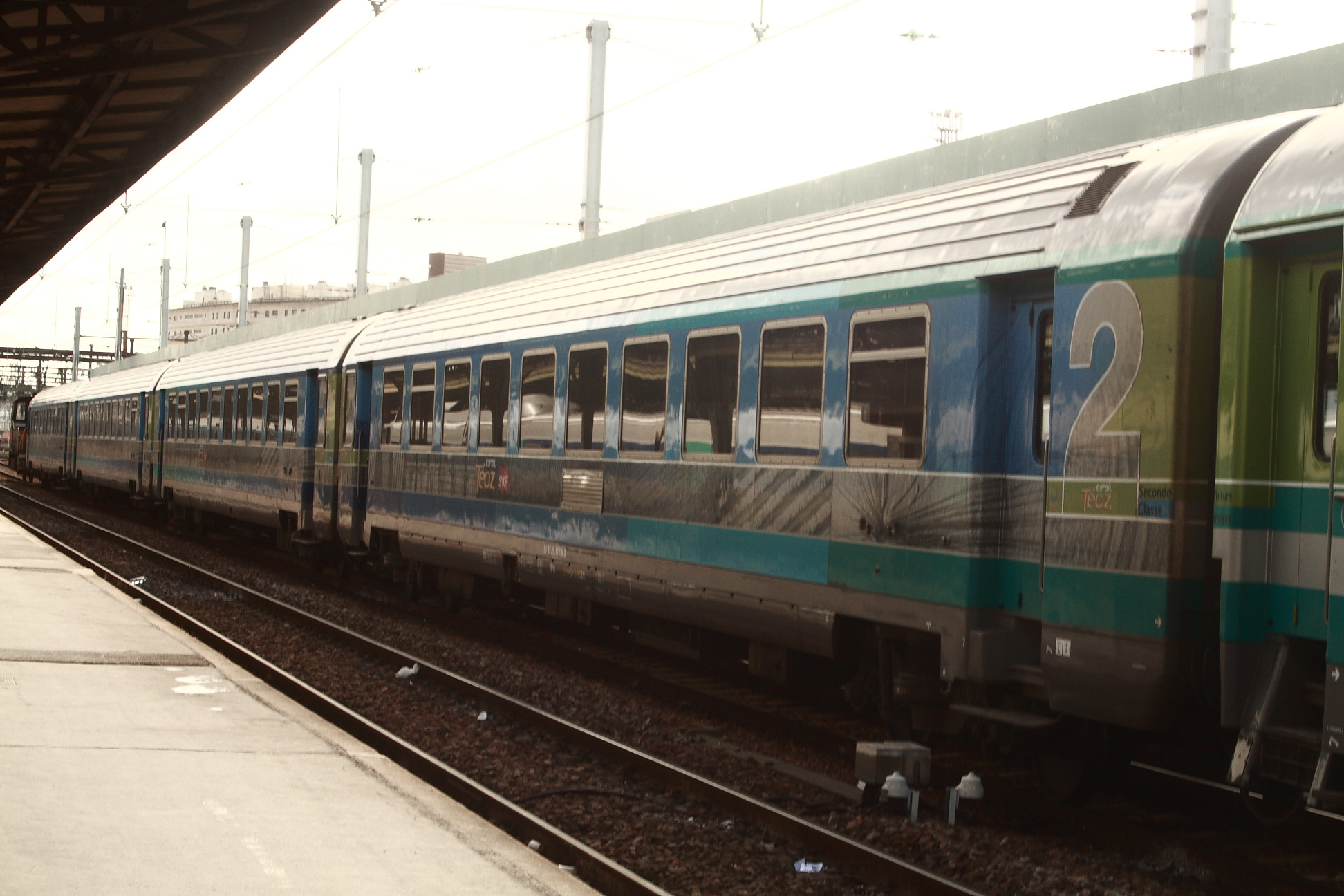
Corail Téoz à la gare de Paris-Lyon.
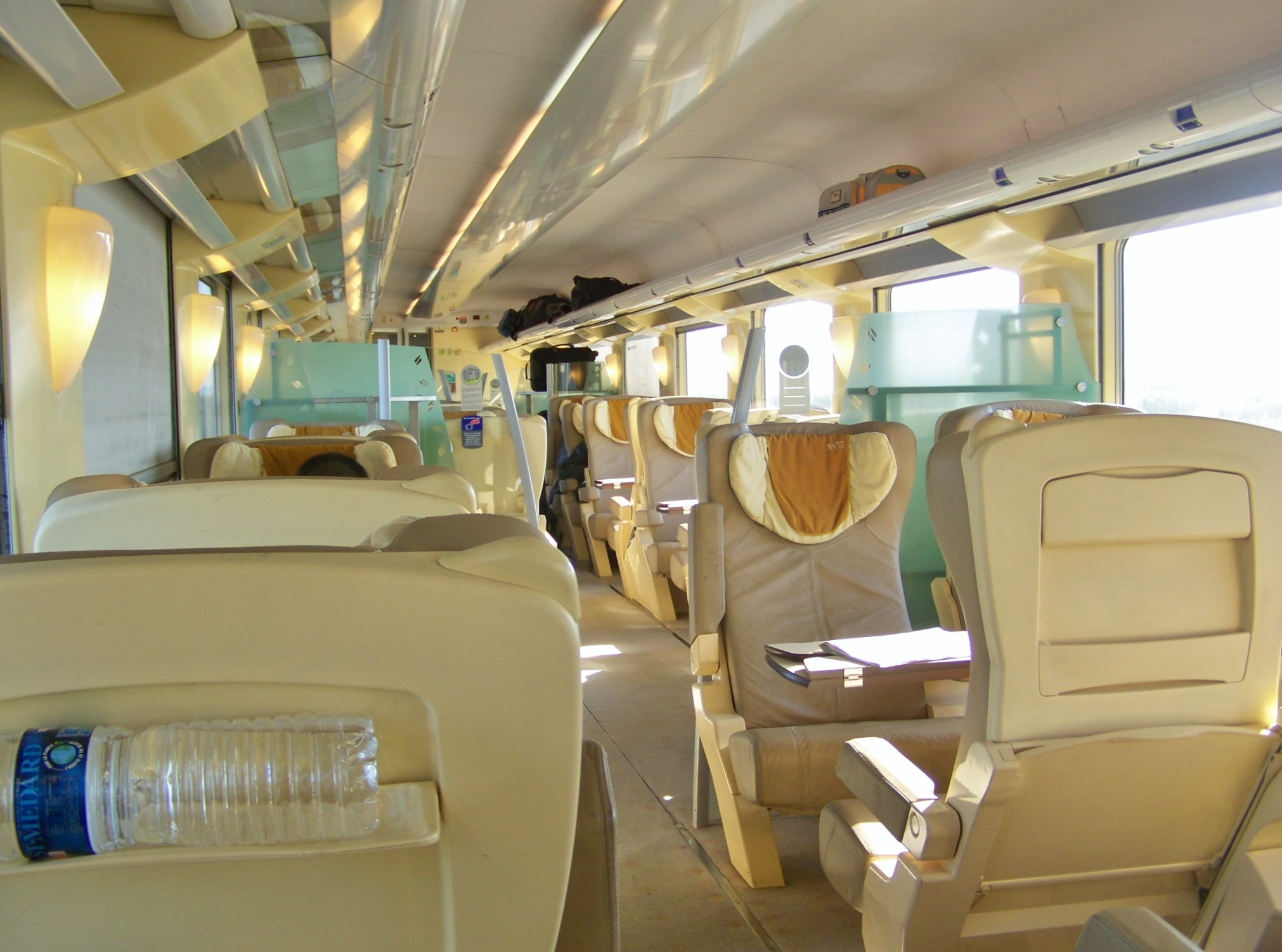
Intérieur d'une voiture de 1re classe A8tu.
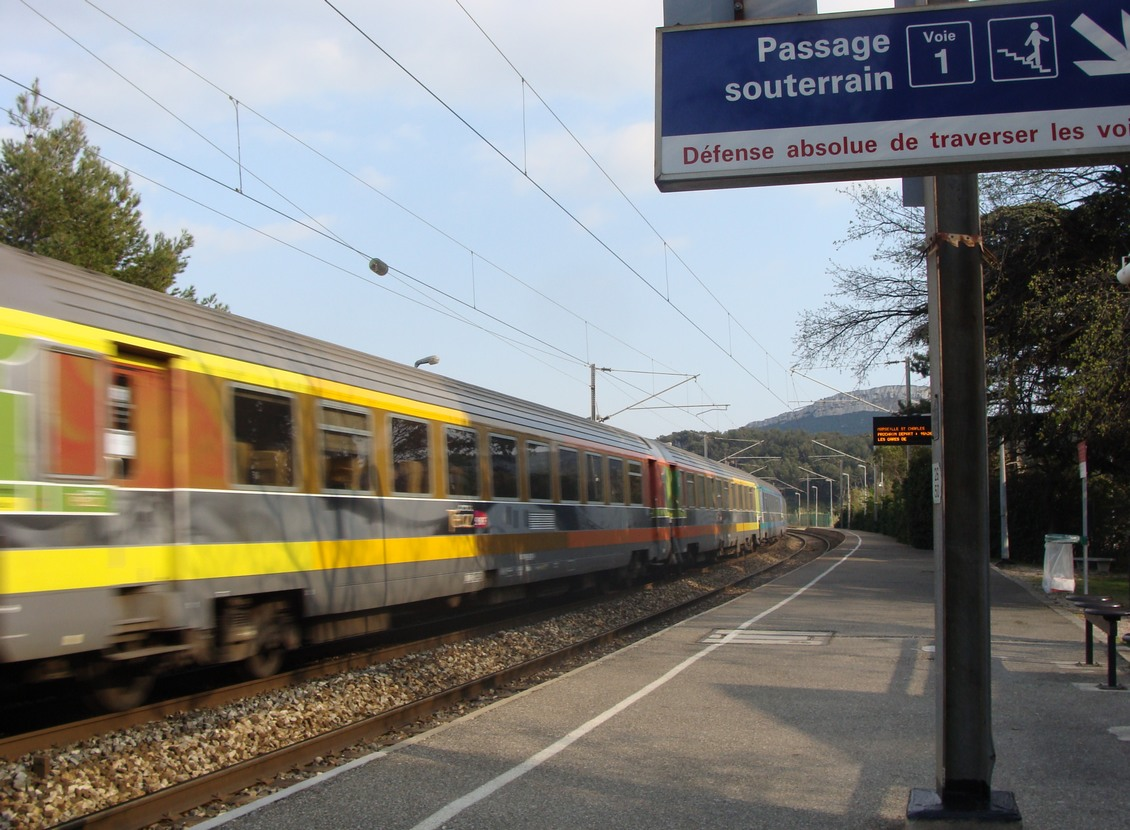
Téoz Bordeaux - Nice, passant sans arrêt en gare de Cassis.